# Avenida Juan de Garay
La avenida Juan de Garay es una importante arteria vial del sur de la Ciudad de Buenos Aires, Argentina.

## Características
Con recorrido este - oeste, la avenida transcurre por cinco de los barrios de la ciudad.

Corre paralelamente a las avenidas Caseros, San Juan; Independencia, Belgrano y Rivadavia.
Tiene acceso a la estación Constitución de la Línea C del Subte de Buenos Aires, así mismo se encuentra a solo 100 m de la estación Estación Inclán de la Línea H, y corre unos 400 m al sur, de gran parte del recorrido de la Línea E.
La Avenida Juan de Garay fue contemplada como tal con su ancho actual solo en el tramo desde la Avenida Entre Ríos y hacia el oeste. De esta arteria hacia el este, Garay era una calle angosta, con antiguas construcciones de la segunda mitad del siglo XIX. Sin embargo, se contempló el ensanche de este tramo en una ordenanza municipal de julio de 1904, que reglamentó el retiro de las construcciones futuras para poder realizar las obras con mayor facilidad. El ensanche se concretó recién hacia 1980 durante la intendencia de facto del brigadier Osvaldo Cacciatore.

## Recorrido

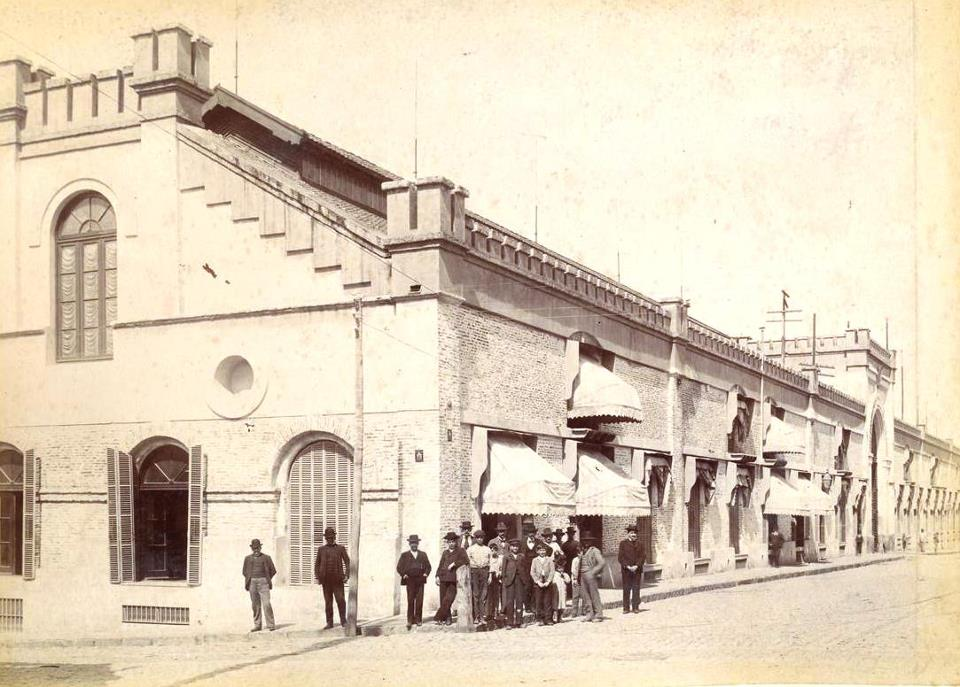
Intendencia de Marina desde Balcarce, demolida en los años '60. (Foto: AGN)

Nace casi al finalizar la Avenida Alicia Moreau de Justo en el límite de los barrios de San Telmo y Puerto Madero. Al cruzar la Avenida Paseo Colón se encuentra el Comando antártico del Ejército, predio donde antiguamente funcionó la Intendencia de Marina y la de Guerra.
Transcurre a través de 7 cuadras por San Telmo. En este primer tramo, donde recién se realizó el ensanche a fines de los años 1970, solo algunas pocas construcciones habían sido construidas en el lapso a partir de la sanción de la ordenanza, por lo cual al momento de comenzar las obras la mayor parte de los edificios y casas eran muy antiguos y debieron ser expropiados y demolidos en el momento. Por lo tanto, aún se pueden ver algunos terrenos que perdieron parte de su frente y sus nuevas fachadas fueron construidas provisoriamente, o donde quedan rastros de las demoliciones (fragmentos de molduras, vigas retorcidas). También otra característica llamativa del sector ensanchado de la Avenida Garay es la poca cantidad de edificios en altura y el predominio de casas unifamiliares, debido a que los lotes que quedaron luego del ensanche fueron muy reducidos y poco atractivos para levantar edificios. 
Una excepción al caso es la cuadra que transcurre entre las calles Piedras y Tacuarí, donde se puede ver un gran edificio obra del arquitecto Cristian Schindler, de la década de 1910, así como edificios art déco y racionalistas de la primera mitad del siglo XX. El estilo racionalista es por cierto el que predomina en este primer tramo dentro de San Telmo, hallándose dos importantes trabajos del húngaro Jorge Kálnay: la Maison Garay (en la esquina de la calle Defensa) y la Perú House (esquina de la calle Perú).
En la esquina de la calle Bolívar se encuentra la Seccional 14 de la Policía Federal, y en la esquina de la calle Piedras, la Escuela de Recuperación n.º 3 de la Ciudad de Buenos Aires. En la vereda opuesta, la controvertida Torre Quartier San Telmo con 90 metros de altura, es una de las construcciones más altas de la zona.
Al cruzar la calle Piedras, la Avenida ingresa al barrio de Constitución.
Aquí cruza por debajo de la Autopista Presidente Arturo Frondizi y se adentra en la Plaza de la Constitución, además de hacerse doble mano.
Este es uno de los nodos de transporte más importantes de la ciudad, hallándose la Estación Constitución del Ferrocarril Roca, la estación Constitución de la Línea C del Subte de Buenos Aires, y más de 40 paradas de distintas líneas de colectivos.

Al dejar esta área, transcurre unas 6 cuadras más dentro de este barrio.

A la altura 1.500, se encuentra la Plaza Garay. Es una zona muy utilizada para la prostitución, y abundan los albergues transitorios. También se encuentra, en el n.º 1684, el Instituto Vocacional de Arte "Manuel José de Labardén". En la cuadra del 1700 se abre un particular pasaje llamado Filiberto, que dura apenas 150 metros y vuelve a unirse a la avenida, corriendo a pocos metros de distancia. A partir de este punto vuelve a ser de mano única hacia el oeste.
Al cruzar la Avenida Entre Ríos forma el límite entre los barrios de Parque Patricios y San Cristóbal. Allí bordea un gran espacio verde no parquizado que formaba parte del Arsenal Esteban de Luca, demolido en la década de 1940, donde luego se proyectó construir la Ciudad Judicial de Buenos Aires, un proyecto frustrado. En 1972 se realizó un concurso para levantar en el predio el Centro Deportivo "Vuelta de Obligado", pero este tampoco se concretó. Un notable número de edificios se ha levantado en este sector, enfrentados al inmenso espacio verde. 
A partir de la Avenida Pichincha se inicia un tramo donde se intercalan antiguas casas con galpones y edificios industriales. 100 metros al sur de la intersección con la Avenida Jujuy se encuentra la Estación Inclán de la Línea H del Subte de Buenos Aires. A la altura del 2900, cruza simultáneamente la Avenida Chiclana, la calle Deán Funes y la calle Oruro (antiguas vías del Ferrocarril del Oeste hacia la Quema de las basuras).
Luego de atravesar la Calle Sánchez de Loria, se adentra en el barrio de Boedo. A la altura del 3600 cruza la Avenida Boedo. A partir de ella, la calle paralela hacia el norte, Pavón, se ensancha y transforma en avenida. Este tramo de la Avenida Garay está marcado por el predominio absoluto de las casas bajas y, en general, antiguas. Ni siquiera en los cruces con otras avenidas se han construido aún edificios. También abundan las pequeñas fábricas y depósitos. 
Termina en la Avenida La Plata, continuando con el nombre de Avenida Vernet.

## Cruces y lugares de referencia
A continuación, se muestra un mapa esquemático de los principales cruces con otras calles, plazas, estaciones y edificios que atraviesa esta avenida.
|  |  | RM |

|  | RMq | RMKRZ | RMCONTfq |

|  |  | RM | BUILDING |

|  | RMq | RMKRZ | RMq |

|  | STRq | RMKRZ | CONTfq |

|  | CONTgq | RMKRZ | STRq |

|  | STRq | RMKRZ | CONTfq |

|  |  | RM | BUILDING |

|  | CONTgq | RMKRZ | STRq |

|  | BUILDING | RM |  |

|  | CONTgq | RMKRZ | STRq |

|  | CONTgq | RMKRZ | STRq |

|  | RAq | SKRZ-Mu | RAq |

|  | STRq | RMKRZ | CONTfq |

|  | lNAT | RM | lNAT |

|  | STRq | RMKRZ | STRq |

|  | STRq | RMKRZ | CONTfq |

|  | STRq | RMKRZ | STRq |

|  | lNAT | RM |  |

|  | STRq | RMKRZ | CONTfq |

|  | RMCONTgq | RMKRZ | RMq |

|  | STRq | RMKRZ | CONTfq |

|  |  | RM | lNAT |

|  | STRq | RMKRZ | STRq |

|  |  | RM |

|  | RMq | RMKRZ | RMCONTfq |

|  |  | RM |

|  | STRq | RMKRZ | STRq |

|  |  | RM |

|  | STRq | RMKRZ | CONTfq |

|  |  | RM |

|  | RMq | RMKRZ | RMCONTfq |

|  |  | RM |

|  | RMq | RMKRZ | RMq |

|  |  | RMCONTf |

## Toponimia
Debe su nombre a Juan de Garay, quien fuera explorador y colonizador español, fundador de las ciudades Santa Fe y Buenos Aires, esta última en su segunda fundación.